# Speranza Scappucci
Speranza Scappucci, née à Rome le 9 avril 1973, est une cheffe d'orchestre et pianiste italienne.

## Biographie

### Formation
Le père de Speranza Scappucci est un ancien journaliste de Radio Vatican et sa mère professeur d'anglais retraitée du Liceo Mamiani (it). Elle commence l'apprentissage du piano à l'âge de cinq ans. Elle entre au conservatoire Sainte-Cécile à Rome à l'âge de dix ans, en se concentrant sur le piano et la musique de chambre. Elle obtient un diplôme du conservatoire en 1993. Elle poursuit ses études musicales à la Juilliard School aux États-Unis, grâce au programme d'accompagnement de la Juilliard. D'autres élèves lui demandant de l'aide pour la prononciation italienne, elle dirige son intérêt vers l'entraînement à l'opéra. À la Juilliard, elle obtient un certificat de piano en 1995 et une maîtrise en musique (M.M), diplôme d'interprétation en 1997.

### Carrière
Speranza Scappucci travaille ensuite comme pianiste-répétitrice pour les compagnies d'opéra telles que le New York City Opera, l'opéra lyrique de Chicago, l'opéra de Santa Fe, l'Académie de musique de l'Ouest, le festival d'opéra de Glyndebourne (six saisons d'été), le Metropolitan Opera et l'opéra d'État de Vienne. Elle est également l'assistante de Riccardo Muti pendant huit ans au festival de Salzbourg, avec un poste de claveciniste, en plus du travail avec les chanteurs et les répétitions des chœurs au piano. Elle compte Muti comme l'une de ses principales influences et mentors. Sa carrière évolue vers la direction d'orchestre lors de son travail en tant que répétitrice, sans enseignement universitaire dans l'art de la direction.
En 2012, Speranza Scappucci fait ses débuts en public à l'opéra, avec l'opéra de Yale, à l'École de musique de Yale, dans Così fan tutte. Il s'agit de son premier engagement public en tant que cheffe d'orchestre d'opéra ; elle devient la première femme cheffe dans une production de l'opéra de Yale.
Elle revient à la Juilliard School lors de ses débuts new-yorkais en tant que cheffe d'opéra en novembre 2014, et dirige l'opéra de Santa Fe pour la première fois en juillet 2015.
En dehors des États-Unis, Speranza Scappucci donne sa première représentation d'opéra au Royaume-Uni, avec le Scottish Opera en octobre 2013. À l'opéra d'État de Vienne, elle est la quatrième femme chef d'orchestre et la première cheffe italienne à diriger une production de cet opéra, en novembre 2016. En février 2017, elle est la première cheffe à diriger le bal annuel de l'opéra de Vienne, en remplacement d'urgence en raison d'un empêchement de Semyon Bychkov,.
En mars 2017, elle fait sa première apparition à l'opéra royal de Wallonie. Considérant son travail dans cette production, en avril 2017, l'opéra de Wallonie la nomme nouvelle cheffe principale, dès la saison 2017-2018. C'est sa première nomination en tant que cheffe principale et elle est la première femme à occuper ce poste. En 2018, elle y dirige Carmen de Bizet, avec Nino Surguladze dans le rôle titre. 
Speranza Scappucci grave son premier disque pour Warner Classics, composé d'airs de Mozart, avec la soprano Marina Rebeka.

## Distinctions et récompenses
- Citoyenne d'honneur de Liège (2019)[18]
- Chevalière de l’ordre des Arts et des Lettres (France) (2021)[6].

## Discographie
- Poulenc/Cocteau (La Voix humaine) et Menotti (Le téléphone*) - Valérie MacCarthy, soprano ; Marco Nistico*, baryton ; Speranza Scappucci, piano (2004, DVD ValMac Productions)
- Il mio canto : arias de Verdi, Puccini, Gounod, Cilea, Strauss... - Saimir Pirgu, ténor ; Orchestre du Mai musical florentin, dir. Speranza Scappucci (2015, Opus Arte) (OCLC 951504354)
- Mozart, Airs d'opéra - Marina Rebeka, soprano ; Royal Liverpool Philharmonic Orchestra , dir. Speranza Scappucci (24-28 mars 2013, Warner) (OCLC 865555606)